# St.-Bonaventura-Realschule Dillingen
Die St.-Bonaventura-Realschule Dillingen des Schulwerks der Diözese Augsburg in Dillingen an der Donau ist eine Realschule und seit 1998 UNESCO-Projektschule. 2015 wurde die Bildungsinstitution offiziell in das Netzwerk der UNESCO-Projektschule aufgenommen. Auf dem Areal befinden sich neben der Realschule noch das St.-Bonaventura-Gymnasium sowie die Fachakademie für Sozialpädagogik Dillingen des Schulwerks der Diözese Augsburg.

## Geschichte
Fürstbischof Clemens Wenceslaus August Hubertum Franz Xaver befahl 1774 die Übernahme der Mädchenrealschule durch das Frauenkloster der Dillinger Franziskanerinnen und es stellten sich vier Ordensschwestern zur Verfügung. Nachdem das Kloster nach dem Reichsdeputationshauptschluss zu Regensburg 1803 dem Deutschen Orden zugesprochen wurde, erging am 25. April 1827 das königliche Reskript der Restauration des Franziskanerinnenklosters in Dillingen mit der Auflage: „nebst der von den Franziskanerinnen zu Dillingen bereits seit dem Jahre 1774 gehaltenen öffentlichen Mädchenschule soll womöglich in diesem Kloster auch eine Erziehungsanstalt für Töchter aus der Stadt Dillingen und der Umgehung derselben errichtet werden.“
Am 2. Januar 1843 wurde die erste Außenstelle in Höchstädt an der Donau durch die Meisterin Theresia Haselmayr eröffnet. Nach erfolgter Genehmigung zur Ausbildung taubstummer Mädchen wurde am 7. Januar 1847 im Mutterhaus die Schule für taubstumme Mädchen gegründet, die 1855 in das von Johann Evangelist Wagner mithilfe der Schwestern und seiner ehemaligen Priesterstudenten erworbene Bartholomäer-Seminar verlegt wurde, wo in einem eigenen Institut auch Berufsausbildung und lebenserhaltende Arbeit für Taubstumme hinzukamen. In den folgenden Jahren wurde das Konzept auch für weitere hinzukommende Behinderungsarten in insgesamt 12 Einrichtungen in ganz Bayern übernommen. 1849 wurde dann die Höhere Töchterschule für Schülerinnen der Stadt Dillingen eröffnet. 1937 hob das nationalsozialistische Regime die klösterlichen Schulen auf und die Dillinger Franziskanerinnen wanderten nach Brasilien aus, wo sie am 26. April 1937 in Caho Frio und am 9. Juni 1937 in Areia Niederlassungen gründeten.
1943 kam aus Rom die Weisung des Papstes, die Kongregation in Provinzen aufzuteilen, worauf 1947 unter anderem die Deutsche Provinz mit Provinzialat in Dillingen entstand. 1965 wurde der Einrichtung die Bezeichnung Realschule übertragen und 1967 bezog sie das neue Schulgebäude in der Dillinger Innenstadt. Am 18. September 1968 wurde die Generalleitung nach Rom – La Storta verlegt und 1973 entstanden die drei deutschen Provinzialate Maria-Medingen, Bamberg und das der Dillinger Franziskanerinnen in den Regens-Wagner-Stiftungen mit dem Heiligen Johannes Evangelist als Patron.
Seit 1995 können erstmals Jungen an der umbenannten St.-Bonaventura-Realschule eingeschrieben werden. Im Jahr 2001 wird die Trägerschaft vom Schulwerk der Diözese Augsburg übernommen.

## Schulangebot

### Ausbildungsrichtungen
Das Unterrichtsangebot der Realschule umfasst die vier Fächergruppen mathematisch-naturwissenschaftlich-technischer-, wirtschaftlicher-, fremdsprachlicher- und ggf. den hauswirtschaftlichen Bereich, der nur dann angeboten werden darf, wenn auch das Angebot des fremdsprachlichen Bereichs wahrgenommen wird.

### Wahlfachangebot
Es gibt an der Realschule die Wahlfächer Schülerfirma Bonaregens, Schulchor, The Real-Bona-Band (Schulband), Theater AG, Kreatives Gestalten, Badminton.

### Tagesbetreuung
1984 wurde im Tagesheim im Internat St. Immakulata eine Tagesheimgruppe mit dem Angebot der Mittagsverpflegung, Freizeit- und Hausaufgabenbetreuung eingerichtet.

### Projektarbeit
Neben der Teilnahme am UNESCO-Schulprojekt nahm die Schule auch am COMENIUS-Schulprojekt in Kooperation mit einer englischen und einer belgischen Schule unter dem Motto „Young People’s Lifestyles – a Shared Experience“ teil.
Im Moment hat die UNESCO zwei Projekte, zum einen das Denkmalprojekt Simonsmühle und das Comenius-Projekt gemeinsam mit sieben weiteren Schulen aus Ungarn, Bulgarien, Rumänien, England, Belgien, Spanien, Slowakei unter dem Motto „Wasser ist leben!“.

## Auszeichnungen
- 2005: 3. Preis Innere Schulentwicklung Innovationspreis 2001 der Stiftung Bildungspakt Bayern in der Kategorie Realschule[6]